# Уш'я
Уш'я́ (рос. Ушья) — присілок у складі Кондінського району Ханти-Мансійського автономного округу Тюменської області, Росія. Входить до складу Мулимьїнського сільського поселення.
Населення — 623 особи (2010, 713 у 2002).
Національний склад станом на 2002 рік: росіяни — 70 %.